# بيل هنري (لاعب كرة قاعدة)
بيل هنري (بالإنجليزية: Bill Henry) هو لاعب كرة قاعدة أمريكي، ولد في 15 أكتوبر 1927 في اليس في الولايات المتحدة، وتوفي في 11 أبريل 2014 في راوند روك في الولايات المتحدة بسبب نوبة قلبية.

## وصلات خارجية
- بيل هنري على موقعبيزبول رفرنس.كوم (الدوري الرئيسي) (الإنجليزية)
- بيل هنري على موقع مشجعي الرسوم البيانية (الإنجليزية)